# دراسة روتردام
دراسة روتردام أو ERGO (الهولندي:: Erasmus Rotterdam Gezondheid Onderzoek) هي دراسة حشدية مستقبلية تستند إلى السكان. الهدف من دراسة روتردام هو البحث عن أسباب الامراض، والمرحلة ما قبل السريرية، والتنبؤ بسير المرض والعلامات المحتمل للتدخل في الأمراض المزمنة في منتصف الحياة والمراحل المتأخرة. تركز الدراسة على العديد من الأمراض مثل أمراض الجلد والأوعية الدموية والعصبية والعينية والكبد والغدد الصماء والتنفسية والنفسية.

## التاريخ
قام باحثون من قسمِ علمِ الأمراض والإحصاءات الحيوية في مركز إيرماسوس الطبي بقيادة البروفيسور ألبرت هوفمان بتعريفِ الدراسة في منتصفِ الثمانينيات كرد على زيادة نسبة السكان كبار السن الذين يعيشون بأمراضٍ مزمنة. 
تم تأسيس هذه الدراسة في عامِ 1990م في منطقة أومردوم فيهولندا. في 26 مارس 1991م ، افتتحت الأميرة (جوليانا) مركز البحث ERGO في Briandplaats، روتردام. 

## المجموعات
تتكون دراسة روتردام من ثلاث مجموعات.
بدأت الفئة الأولى (RS-I) في عام 1990م مع 7،983 رجل وامرأة أعمارهم 55 عاماً واعلى . تم إجراء زيارات متابعة في الفترة من 1993م إلى 1995م ، وفي الفترة من 1997م إلى 1999م ، وفي الفترات من 2002م إلى 2004م ، وفي الفتر من 2009م إلى 2011م ،وفي الفتره من 2014م إلى 2015م.
في عام 2000 تم إنشاء مجموعة ثانية (RS-II). وافق 3011 ساكن آخرين في أومردوب الذين أعمارهم بين 55 عاماً وأكثر على المشاركة. زار المشاركون في هذه الجماعة الثانية مركز البحوث لمراجعات متابعة في 2004م- 2005م ، 2011-2012م ، و2015-2016م.
بدأت المجموعة الثالثة من دراسةِ روتردام (RS-III) في عامِ 2006م ، هذه المرة مع السكان الذين أعمارهم 45 عاماً وأعلى. انتهى الإدراج في ديسمبر 2008م وتم إدراج 3932 مشاركاً في هذه الفئة الثالثة. أجريت أول امتحانات متابعة في 2012-2014.

## مركز البحوث
يتضمن الفحص النموذجي في دراسة روتردام مقابلة منزلية مُوحدة واسعة النطاق وزيارتين في مركز البحوث للتفحص السريري. و يتم قياس عوامل المخاطر في مركزِ البحوث الذي يقع في وسط منطقة أومرد.

## المتابعة السريرية
يتم مراقبة النتائج السريرية بشكلٍ مستمر طوال فترةِ الدراسة لجميعِ المشاركين في المجموعاتِ الثلاث. يتم جمع البيانات المتعلقة بالمرض والوفيات في عياداتِ الطبيب العام والمستشفيات. يتم تصنيف الأحداث وفقا لنظام ICD-10.

## المنشورات
تم نشرُ نتائج دراسة روتردام في أكثر من 1700 مقالة وتقارير بحثية.  قائمة من المطبوعات من دراسةِ روتردام .

## الروابط الخارجية
- دراسة روتردام - الصفحة الرئيسية الرسمية